# Route 617 (Nouveau-Brunswick)
Pour les articles homonymes, voir Route 617.
La route 617 est une route locale du Nouveau-Brunswick située dans le centre-ouest de la province, dans le comté d'York, au nord-ouest de Fredericton. Elle traverse une région plutôt boisée. De plus, elle mesure 12 kilomètres, et est pavée sur toute sa longueur.

## Tracé
La 617 débute à Burtts Corner, à l'est de Zealand, sur la route 104. Elle commence par se diriger vers les terres pendant 8 kilomètres (vers le nord-est), puis à Birdton, elle bifurque vers l'est dans un tournant à 90°. Elle se termine 4 kilomètres à l'est, après une ligne droite, sur la route 620, à Hamtown Corner. 

## Intersections principales
| route 617    |                |    |                                                  |                            |
| Comté        | Location       | km | Intersection/Destinations                        | Notes                      |
| Comté d'York | Brutts Corner  | 0  | R-104, Keswick, Millville, Hartland              | extrémité sud de la 617    |
| Comté d'York | Birdton        | 8  | chemin Crow Hill nord, North Tay, Fredericksburg | la 617 bifurque vers l'est |
| Comté d'York | Hamtown Corner | 12 | R-620, Tay Mills, Stanley, Fredericton           | extrémité nord de la 617   |